# Faro di Strömmingsbådan
Il faro di Strömmingsbådan (Strömmingsbådanin majakka in finlandese) è un faro situato sull'omonimo isolotto roccioso della regione di Kvarken, 45 km a sud ovest di Vaasa. Geograficamente fa parte del comune di Malax.

## Storia

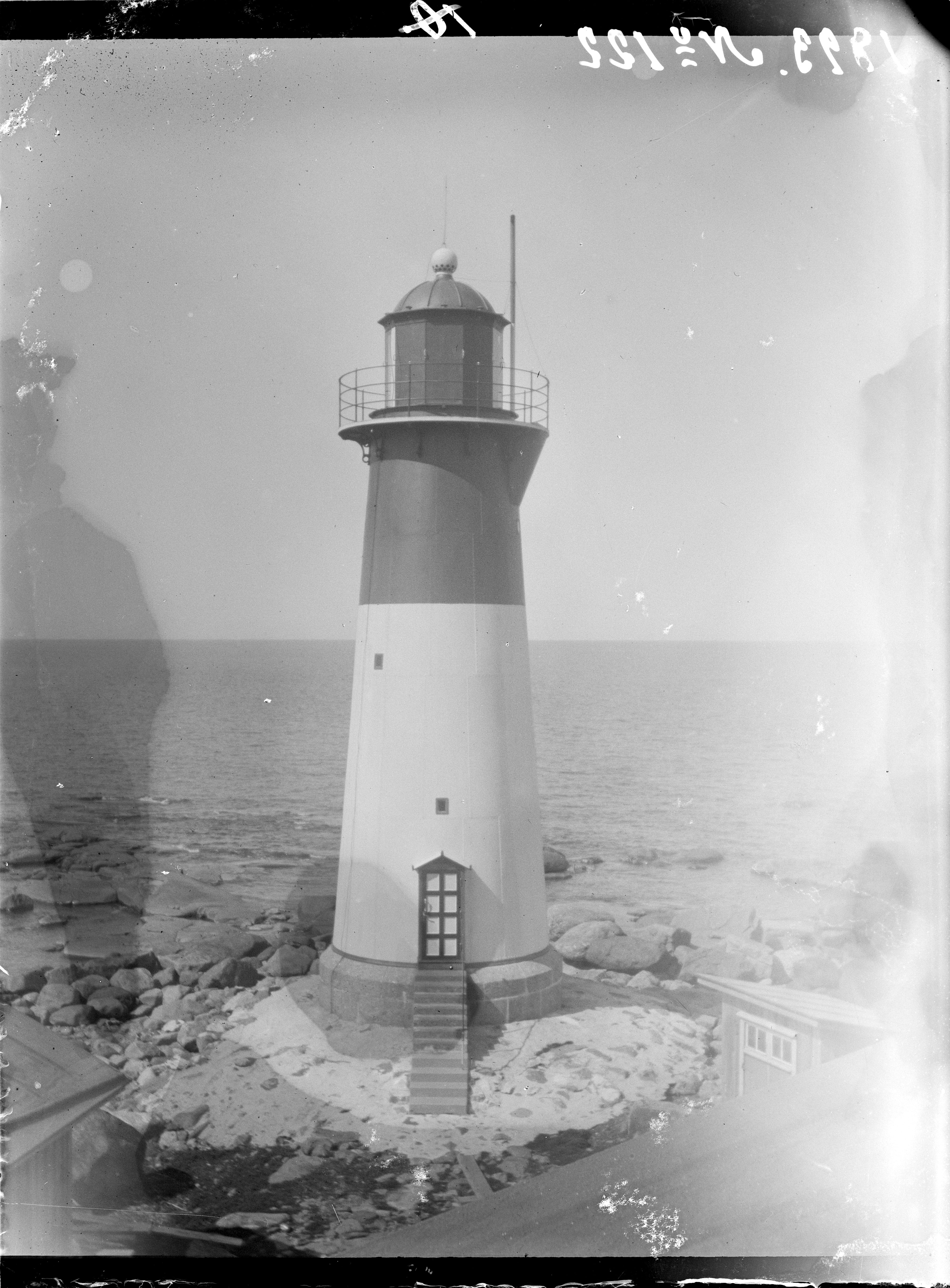
Il faro in una foto del 1893

Il faro, progettato dall'ingegnere svedese Gustaf von Heidenstam, fu commissionato nel 1884 per consentire una più sicura navigazione nella zona, e venne costruito l'anno successivo. Entrò in funzione il 22 ottobre 1885.
Nel 1911 il personale della struttura era costituito da tre guardiani più uno di riserva, che vivevano delle abitazioni costruite vicino alla torre. Il sistema di illuminazione era inizialmente alimentato a nafta e costituito da un sistema di lenti di Fresnel provenienti dalla Francia che proiettava una luce rossa fissa in direzione ovest. Nel 1903 il faro fu dotato di una lampada ad incandescenza, mentre nel 1923 la lanterna venne modificata in modo da funzionare con gas acetilene ed emettere una luce composta da due lampi bianchi e rossi ogni 20 secondi.
Nel 1946 il faro fu dotato di un corno da nebbia, e nel 1963 venne automatizzato. A partire dal 1987 è alimentato ad energia solare.

## Descrizione

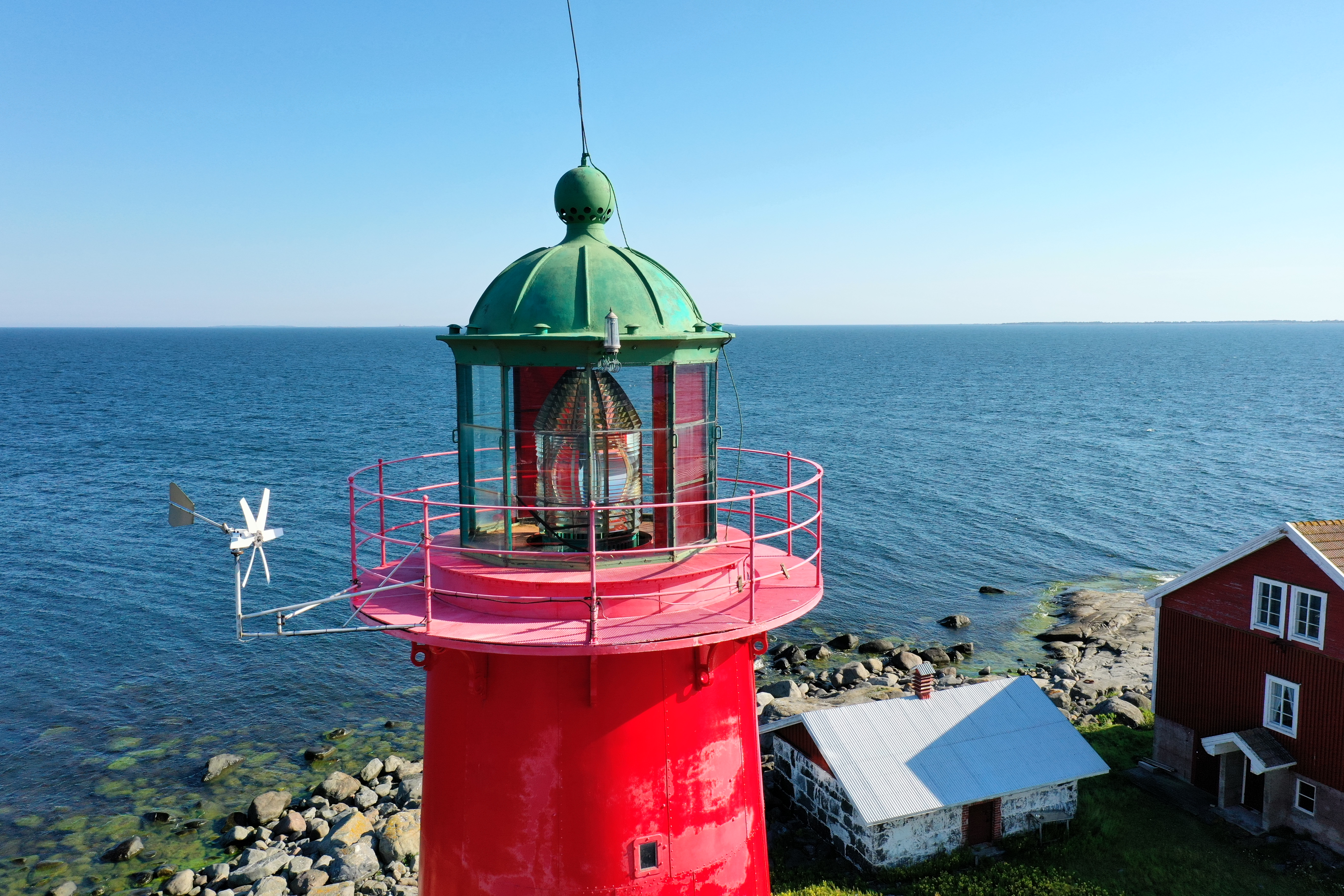
Dettaglio della sommità del faro con la lente di Fresnel della lanterna

Il faro è costituito da una torre in ferro a pianta circolare alta 14 metri, sulla cima della quale si trovano un ballatoio e la lanterna. Il ballatoio e il terzo superiore della torre sono dipinti di rosso, mentre la base è colorata di bianco.
La lanterna è dotata di una lente di Fresnel di terzo ordine. Emette due lampi di colore bianco e rosso, a seconda dei settori, ogni 20 secondi, e ha una portata di 10,5 miglia nautiche, pari a circa 19,4 km.
Sull'isolotto roccioso, raggiungibile solo tramite una barca, si trovano anche tre edifici ad un piano in legno e un edificio a due piani in legno, tutti colorati di rosso, oltre ad alcune costruzioni più piccole, un tempo utilizzati come abitazione e magazzini dai guardiani.